# معادله دیفرانسیلی برنولی
در ریاضیات، یک معادله دیفرانسیل معمولی یک معادله دیفرانسیلی برنولی خوانده می‌شود اگر بتواند به شکل زیر نوشته شود:
{\displaystyle y'+P(x)y=Q(x)y^{n},}
که در آن {\displaystyle n} یک عدد حقیقی است.بعضی از نویسندگان اجازه می‌دهند که {\displaystyle n} هر عدد حقیقی ممکن باشد در حالی که بعضی دیگر آن را مشروط می‌کنند که {\displaystyle n} صفر یا یک نباشد. این معادله در اثری از یاکوب برنولی در سال ۱۶۹۵ مطرح شد و بر این اساس به افتخار برنولی نامیده شده‌است, اما اولین بار توسط گوتفرید لایبنیتس کمی قبلتر در همان سال مطرح و حلی برای آن تعریف شد که تا به امروز از حل وی استفاده می‌شود..
معادلات برنولی از آن جهت خاص هستند که از معدود سامانه‌های غیرخطی محسوب می‌شوند که حلی دقیق برای آن وجود دارد. یک حالت خاص معادلات برنولی که معروفند تابع لجستیک نام دارد.

## تبدیل به معادله دیفرانسیل خطی
زمانی که {\displaystyle n=0} باشد، معادله برنولی به طور خودکار یک معادله دیفرانسیل خطی است. زمانی که {\displaystyle n=1} باشد، معادله به یک معادله دیفرانسیل تجزیه‌پذیر تبدیل می‌شود. در این موارد، حل مخصوص این معادلات اعمال می‌شود  برای دیگر مقادیر n ( {\displaystyle n\neq 0} و {\displaystyle n\neq 1}), جایگزینی {\displaystyle u=y^{1-n}} آن را به یک معادله دیفرانسیل خطی تبدیل می‌کند
{\displaystyle {\frac {du}{dx}}-(n-1)P(x)u=-(n-1)Q(x).}
به طور مثال برای {\displaystyle n=2}، جایگزینی {\displaystyle u=y^{-1}} در معادله دیفرانسیل {\displaystyle {\frac {dy}{dx}}+{\frac {1}{x}}y=xy^{2}} می‌دهد: {\displaystyle {\frac {du}{dx}}-{\frac {1}{x}}u=-x} که یک معادله دیفرانسیل خطی است.

## مثال
به طور مثال معادله زیر را در نظر بگیرید 
{\displaystyle y'-{\frac {2y}{x}}=-x^{2}y^{2}}
(یک معادله، معادله ریکاتی نام دارد).
تابع ثابت {\displaystyle y=0} یک حل این معادله است. 
با تقسیم طرفین بر {\displaystyle y^{2}} داریم
{\displaystyle y'y^{-2}-{\frac {2}{x}}y^{-1}=-x^{2}}
جایگزینی این متغییرها می‌دهد
{\displaystyle {\begin{aligned}u={\frac {1}{y}}\;&,~u'={\frac {-y'}{y^{2}}}\\-u'-{\frac {2}{x}}u&=-x^{2}\\u'+{\frac {2}{x}}u&=x^{2}\end{aligned}}}
که می‌تواند با استفاده از فاکتور انتگرال‌گیری حل شود
{\displaystyle M(x)=e^{2\int {\frac {1}{x}}\,dx}=e^{2\ln x}=x^{2}.}
ضرب طرفین در {\displaystyle M(x)} می‌دهد
{\displaystyle u'x^{2}+2xu=x^{4}.}
بخش چپ معادله با اعمال عکس قاعده ضرب به شکل یک مشتق {\displaystyle ux^{2}}نوشته خواهد شود. اعمال قاعده زنجیره‌ای و انتگرال گرفتن از {\displaystyle x} خواهد داد:
{\displaystyle {\begin{aligned}\int \left(ux^{2}\right)'dx&=\int x^{4}\,dx\\ux^{2}&={\frac {1}{5}}x^{5}+C\\{\frac {1}{y}}x^{2}&={\frac {1}{5}}x^{5}+C\end{aligned}}}
و حل {\displaystyle y} خواهد بود:
{\displaystyle y={\frac {x^{2}}{{\frac {1}{5}}x^{5}+C}}.}

## یادداشت
1. ↑  Zill, Dennis G. (2013). A First Course in Differential Equations with Modeling Applications (10th ed.). Boston, Massachusetts: سی‌انگیج. p. 73. ISBN 9780357088364.
2. ↑  Stewart, James (2015). Calculus: Early Transcendentals (8th ed.). Boston, Massachusetts: سی‌انگیج. p. 625. ISBN 9781305482463.
3. ↑  Rozov, N. Kh. (2001) [1994], "Bernoulli equation", Encyclopedia of Mathematics, EMS Press
4. ↑  Teschl, Gerald (2012). "1.4. Finding explicit solutions" (PDF). Ordinary Differential Equations and Dynamical Systems. Graduate Studies in Mathematics (به انگلیسی). پراویدنس: انجمن ریاضی آمریکا. p. 15. eISSN 2376-9203. ISBN 978-0-8218-8328-0. ISSN 1065-7339. Zbl 1263.34002.
5. ↑  Parker, Adam E. (2013). "Who Solved the Bernoulli Differential Equation and How Did They Do It?" (PDF). The College Mathematics Journal. 44 (2): 89–97. ISSN 2159-8118. Archived from the original (PDF) on 29 May 2023. Retrieved 23 April 2024 – via Mathematical Association of America.